# Svartfotad katt
Svartfotad katt (Felis nigripes) är Afrikas minsta kattart och den näst minsta i världen. Den lever i de torrare markerna i södra Afrika så som i Kalahari och Karoo.

## Utseende
Den svartfotade katten har en kroppslängd på 36–45 cm, svansen är 14–18 cm, mankhöjden 25 cm och kroppsvikten är bara 1,6–2,0 kg för hanar respektive 1,3 kg för honor. Huvudet är stort i proportion med  övriga kroppen. Pälsen är gulaktig med svarta fläckar, strimmor eller ringar och svansspetsen är svart. Svansen är tydligt kortare än hos exempelvis tamkatten.
Fotsulorna på arten är svarta, vilket gett den både dess trivialnamn och dess vetenskapliga namn, det senare kommer från latinets nigri som betyder svart och pes som betyder fot. I övrigt är huden rosa och saknar pigment.

## Utbredning
Svartfotad katt förekommer i södra Afrika, på savann och halvöken i Namibia, Botswana, Sydafrika och i de västra gränstrakterna av Zimbabwe. Möjligen når utbredningen tidvis till sydligaste Angola. I utbredningsområdet, som ligger i låglandet och i bergstrakter upp till 2 000 meter över havet, faller vanligen 100 till 500 mm nederbörd per år.

## Ekologi

### Beteende och nativitet
Den svartfotade katten är mycket skygg och gömmer sig när den känner sig hotad. Hittar den inget skydd försvarar den sig våldsamt. På afrikaans har arten fått namnet miershooptier ("myrstacktiger") då den ofta vilar på termitstackar. Katten har bra förmåga att gräva men klättrar troligen inte i träd och buskar.
Dessa katter är aktiva under gryningen och på natten. På dagen vilar de i bon som byggts av springharar, jordvarg eller jordpiggsvin.
Individer i fångenskap har blivit upp till 13 år gamla.

### Revir och fortplantning
Inom loppet av ett år vandrar honan genom ett revir som är cirka 10 km² stort och hanen genom ett revir som uppgår till cirka 21 km². Hanens revir överlappar med en till fyra honors revir. Varje natt vandrar dessa djur ungefär 8 km och i sällsynta fall upp till 17 km. Reviret markeras med körtelvätska och urin.
Parningen äger rum mellan juli och mars och de flesta ungar föds under november. Dräktigheten varar ungefär två månader. Per kull föds vanligtvis två, och högst fyra ungar.

### Föda
På grund av sin ringa storlek jagar den svartfotade katten huvudsakligen mindre djur som möss, näbbmöss och fåglar. Ibland dödar den bytesdjur som svarttrapp eller kaphare, som är större än katten själv. Vid jakten håller sig katten tätt utmed markytan och gömmer sig bakom stenar och buskar tills den når bytet. Den följer antingen efter bytet eller väntar vid bytets bo. Katten kan även sitta med slutna ögon och uppställda öron tills ett byte kommer tillräcklig nära. Sedan springer den fort och gör skutt upptill 2 meter långa och 1,4 meter höga. Insekter, spindlar och as utgör bara en mindre del av födan. De äter varje dygn ungefär 250 gram föda, vilket motsvarar 1/6 av deras kroppsvikt. Vätskebehovet täcks genom födan, men den dricker när tillfälle ges. Katten har observerats när den gräver ner kadaver, ett beteende som annars är mera vanligt bland hunddjur.

## Svartfotad katt och människan

### Status och hot
Den svartfotade katten förekommer glest över sitt utbredningsområde. Den hotas av habitatförstörelse på grund av omvandling av savanner till jordbruksmark och påverkas negativ av pesticider som används för att bekämpa skadedjur som gnagare. IUCN listar katten som sårbar (VU).
Det finns uppskattningsvis 10 000 könsmogna svartfotade katter i det vilda.

### Forskning
För närvarande finns ett forskningsprojekt på Benfontein Nature Reserve i centrala Sydafrika där flera katter är radiomärkta. Projektet drivs av Black-footed Cat Working Group och undersöker artens ekologi, utbredning, sjukdomar och reproduktionsbiologi.